# Província de Cercado (Cochabamba)

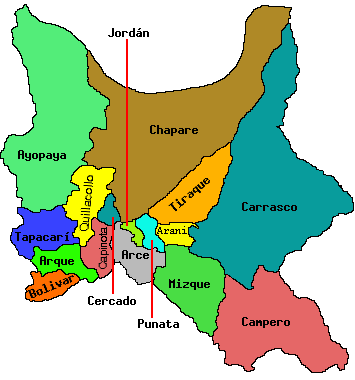
Les províncies del Departament de Cochabamba.

La província de Cercado és una de les 16 províncies del Departament de Cochabamba, a Bolívia. La seva capital és Cochabamba.